# Simone Segouin
Simone Segouin ps. Nicole Minet (ur. 3 października 1925 w Thivars, zm. 21 lutego 2023 w Courville-sur-Eure) – bojowniczka francuskiego ruchu oporu. Sławę przyniosło jej zdjęcie z czasów okupacji, na którym trzyma zdobyczny MP 40.

## Życiorys
Pochodziła z rodziny rolniczej (miała trzech braci). Jej ojciec, radny miejski, zaangażował się w ruch oporu. Dzięki niemu Simone została krawcową, co uratowało ją przed wpisaniem do niemieckiej ewidencji wiejskich dziewcząt, jakich poszukiwano do pracy. Sama zaczęła działać w młodzieżowej grupie zajmującej się kolportażem propagandowych ulotek antynazistowskich. W 1944 wstąpiła do FTP-FFI. Wzięła udział m.in. w wyzwoleniu Chartres 23 sierpnia 1944 (wzięła do niewoli 25 żołnierzy niemieckich), a dwa dni później jej dwudziestoosobowy oddział partyzancki wszedł do wyzwolonego Paryża.
Nigdy nie wyszła za mąż, a szóstka jej dzieci nosi panieńskie nazwisko matki. Stała się symbolem udziału kobiet w ruchu oporu dzięki zdjęciom z okresu wyzwolenia Francji, których autorem jest węgierski fotograf Robert Capa.
Unikalne kolorowe fotografie Simone Segouin wykonał George Stevens w Paryżu w 1944.

## Awanse
- podporucznik – 1946

## Odznaczenia
- Krzyż Wojenny 1939-1945 – 1946